# Yvonne Moriel
 Yvonne Moriel (* 1992 in Wattens) ist eine österreichische Jazzmusikerin (Altsaxophon, auch Flöte, Komposition).

## Leben und Wirken
Moriel wuchs in Tirol mit klassischer Musik auf und interessierte sich auch für Neue Musik, bevor sie Jazz und improvisierte Musik entdeckte. Zwischen 2010 und 2016 absolvierte sie mit Auszeichnung ein klassisches Saxophonstudium an der Anton Bruckner Privatuniversität Linz bei Peter Rohrsdorfer. 2016 zog sie nach Wien, wo sie 2020 an der Musik und Kunst Privatuniversität der Stadt Wien den Bachelor in Jazz-Saxophon erhielt. Ein Masterstudium an der Zürcher Hochschule der Künste und der Anton Bruckner Privatuniversität Linz schloss sich bis 2024 an.
Moriel spielte mit international erfolgreichen Bands wie Shake Stew, dem Swiss Jazz Orchestra, Christian Muthspiels Orjazztra und dem Christoph Grab Quartett, bildete ein Duo mit der Cellistin Sophie Abraham und ein Trio mit Judith Schwarz und Alois Eberl, gehörte zum Quartett Moriel/Kranabetter/Pongrácz/Duit und dem Sophie Hassfurther Oktett. Zwischen 2022 und 2024 war sie zudem Mitglied der Porgy-&-Bess-Stagebands von Christoph Cech und Ralph Mothwurf und trat dort monatlich auf. In den Jahren 2020 und 2021 veröffentlichte sie ihre EPs Dreamers und Sweet Life, auf denen sie Jazz mit Dub, Hip-Hop und elektronischen Sounds fusionierte und „mit ihrem energievoll geblasenen Altsaxofon markante improvisatorische Spuren“ zog. Mit ihrem 2022 gegründeten Quartett Sweet life setzte sie diese Arbeit mit Lorenz Widauer (Trompete), Stephanie Weninger (Keyboards) und Raphael Vorraber (Schlagzeug) fort; 2024 erschien eine neue EP der Band. Weiterhin arbeitete sie mit dem klassischen Ensemble Franui, der Stimmkünstlerin Ankathie Koi, der Indie-Electro-Band Yukno und dem Wiener Rapper Bibiza.

## Preise und Auszeichnungen
Moriels Band sweetlife wurde 2024 als New Austrian Sound of Music – Act 25/26 gewählt. Im selben Jahr erhielt sie in der Kategorie „bester Newcomer“ den Österreichischen Jazzpreis.

## Diskographie
- Dreamers (EP; Minor Seven Records, 2020)
- sweet life (EP; Minor Seven Records, 2021)
- Christoph Cech Jazz Orchestra Project: Healthy Tree (Alessa Records, 2022)
- zurich (Mellowax/Sony Music Entertainment Denmark A/S, 2023)
- Sweetlife Quartet sweet life II (EP; Minor Seven Records, 2024)